# Maladie des exostoses multiples
La maladie des exostoses multiples est une maladie génétique caractérisée par la croissance de nombreuses tuméfactions osseuses (exostoses ou ostéochondromes) au niveau des métaphyses des os longs (surtout dans la région du genou, des épaules, des chevilles et des poignets). 1 personne sur 20 000 est touchée par cette maladie.

## Cause et épidémiologie
Il s'agit d'une maladie génétique à transmission autosomique dominante. Les mutations concernent les gènes EXT1 et EXT2 qui sont des gènes suppresseurs de tumeurs. Ils permettent la synthèse de glycosyltransférases, intervenant notamment dans le métabolisme du sulfate d'héparane.
Elle concerne une naissance sur 50 000. 10 % des cas sont sporadiques.

## Description
La moitié des enfants atteints est diagnostiquée à 3 ans et tous le sont avant 12 ans.
Cette maladie constitutionnelle de l'os s'accompagne parfois d'une croissance osseuse insuffisante, d'une déformation osseuse, d'une diminution des mouvements articulaires, d'une petite taille, d'arthrose précoce ou de compressions nerveuses.

## Diagnostic
Le diagnostic est essentiellement clinique, avec dans les zones peu accessibles des examens comme le scanner ou l'IRM.
La radiographie osseuse montre les tumeurs. Les ostéochondromes se caractérisent par une continuité de la corticale et de la médullaire par rapport à l'os normal.

## Évolution
Cette maladie est tout de même compatible avec une vie normale. Les éventuelles complications sont liées à des compressions de nerfs, provoquant des douleurs et des déficits moteurs et sensitifs, ou de vaisseaux sanguins. Une compression médullaire est possible mais rare.
En règle générale, les ostéochondromes cessent de croître à la fin de l'adolescence.Une augmentation de taille au-delà de cet âge doit faire craindre une transformation cancéreuse. 
Le risque de dégénérescence cancéreuse de ces exostoses en ostéochondrosarcome augmente avec l'âge bien que le risque ne semble pas dépasser 5 %.

## Traitement
Il n'existe pas de traitement spécifique. Une résection osseuse (chirurgie) peut être proposée dans certains cas de compression.